# يوفنتوس موسم 2005–06
كان موسم 2005–06 هو الموسم الـ108 لنادي يوفنتوس لكرة القدم في الوجود والموسم الـ104 على التوالي في الدوري الإيطالي الممتاز قبل فضيحة كرة القدم الإيطالية 2006 التي جردت النادي من لقب الدوري السابق، بالإضافة إلى لقب الدوري لهذا الموسم، الذي مُنح لاحقًا إلى إنترناسيونالي (إنتر ميلان)، وهبط إلى دوري الدرجة الثانية الإيطالي. 
بعد الهبوط القسري، خسر يوفنتوس فابيو كانافارو وإيمرسون لصالح ريال مدريد، وليليان تورام وجانلوكا زامبروتا لصالح برشلونة، وأدريان موتو لصالح فيورنتينا، وباتريك فييرا وزلاتان إبراهيموفيتش لصالح إنترناسيونالي (إنتر ميلان). ومع ذلك، بقي بقية الفريق بما في ذلك أليساندرو ديل بييرو ، وجانلويجي بوفون، وبافيل نيدفيد ، ودافيد تريزيغيه ، وجورجيو كيلليني، وماورو كامورانيزي، في الدوري الإيطالي الدرجة الثانية 2006–07. وكان هذا أيضًا الموسم الأخير في ملعب ديلي ألبي.